# Narodni samoupravni centar
Narodni samoupravni centar (ital. Centro Popolare Autogestito, CPA) — socijalni centar u južnoj Firenci skvotiran 1989. godine i od tada se tamo održavaju muzički koncerti i politička i javna dešavanja (protiv represije, fašizma i rasizma). Ovaj ogroman skvot omogućuje prostor rege, ska i alternativnih bendovima, a takođe se prave i tehno žurke. Često im gostuju bendovi sa raznih krajeva Evrope i sveta, a gostovanje se jednostavno dogovara putem imejla.
U CPA se, pored kulturnog i umetničkog centra, nalazi još i teretana, bioskop, biblioteka, haklab, skejt park, pozorište i jeftina menza, besplatan hostel sa mestom za kampovanje, i utočište za ljude izvan zemalja EU koji nemaju gde da odu. 

## Spoljašnje veze
Centro Popolare Autogestito